# Sébastien Hamel
Sébastien Hamel (ur. 20 listopada 1975 w Arpajon) – francuski piłkarz występujący na pozycji bramkarza. Były reprezentant Francji w piłce nożnej plażowej.